# Benzène de Dewar
Pour les articles homonymes, voir Benzène (homonymie).
Le benzène de Dewar ou benzène Dewar est un isomère du benzène, C6H6, que James Dewar proposa (incorrectement) comme structure du benzène en 1867. C'est de fait un diène bicyclique dont le nom systématique est bicyclo[2.2.0]hexa-2,5-diène et qui n'a été synthétisé en laboratoire qu'en 1962 par E. van Tamelen sous forme du dérivé 1,2,5-tri-t-butyl et en 1963 sous forme non substituée par la même  équipe via une photolyse du dérivé cis-1,2-dihydro de l'anhydre phtalique suivie d'une oxydation avec de l'acétate de plomb(IV).
Contrairement au benzène, le benzène de Dewar n'est pas plan. Les deux cycles cyclobutène forment un angle différent de 180°. Il est aussi considérablement moins stable que le benzène en lequel il se convertit avec une demi-vie de deux jours. Ceci est dû aux contraintes angulaires très importantes dans ce composé qui a donc une énergie très haute ce qui le rend métastable vis-à-vis du benzène. En fait la demi-vie est si longue parce qu'il y a des transitions de symétrie orbitalaire interdites.
Les autres isomères du benzène qui furent proposés pour sa structure sont le [3]prismane, le benzvalène et le benzène de Claus.

## Synthèse
Le benzène de Dewar est obtenu par irradiation de l'anhydride cis-1,2-dihydrophtalique suivie d'une oxydation avec de l'acétate de plomb(IV) :